# 庄家長
庄 家長（しょう いえなが、生没年未詳）は、平安時代末期から鎌倉時代初期の武蔵国児玉党（現在の埼玉県本庄市栗崎出身）の武将。通称を太郎。栗崎館2代館主。後に備中国（現在の岡山県）の武将となり、猿掛城初代城主となる。
庄太郎家長は、武蔵国児玉郡栗崎村（現在の大字栗崎）の地に館を築いたと考えられる武将庄太夫家弘の子とされ、彼の活躍は、『吾妻鏡』や『源平盛衰記』に記されている（庄弘高とは年代的から見て兄弟であると考えられ、研究者の間では、弘高が家弘の次男であると考えられている）。児玉党の本宗家4代目である家弘の嫡子に生まれ、児玉党本宗家5代目を継いだ武将である。

## 児玉党の上州への勢力拡大
『玉葉』の安元元年（1175年）11月14日条に、伊勢神宮より上野国緑野郡高山御厨に対する児玉庄の濫行が訴え出され、朝廷では児玉庄にその実否を問い合わせている、との旨の記述がある。児玉庄と高山御厨は、神流川を境界にして隣接していたので両者の間で紛争が生じたものと考えられる。この時、児玉党の党首は庄太郎家長であったと推定されている。『武蔵七党系図』には、阿佐美実高（弘方の子息の1人で家長の甥）の所領中に、「上野国高山御庄」とある為、朝廷の問い合わせにかかわらず高山御厨がやがて児玉党によって略奪された事が分かる。12世紀末の時点で児玉党が武蔵国国境を越え、その勢力を上野国南部にまで広げていた事が分かる。

## 一ノ谷の戦いにおける武功とその後
寿永3年（1184年）2月5日、源氏の両将が摂津国に至り、大手軍の大将軍は源範頼となった。児玉党本宗家の子息である庄氏一族はこれに従い、2月7日、一ノ谷の戦いに参戦する。家長は、平武蔵守知章を討ち取り、敗走した生田森の副将軍三位中将平重衡を須磨ノ浦海岸で梶原景季（あるいはその父景時）と共に捕える功績を上げるが、長男である庄小太郎頼家が戦死し、家督を継ぐべき直系が絶える。そこで頼家の弟である三郎右衛門家次を養子にむかえるが、結局、そのまた弟の四郎左衛門尉時家が児玉の庄氏を継ぐ事となる（家次の一族は、その後、備中庄氏となる）。そして、児玉庄氏を頼家に代わって継いだ時家が本庄氏を名乗る事となる。家長は武功をあげた恩賞として備中草壁荘の地頭職を与えられている（この事がきっかけとなって、本庄氏が生じたと考えられる）。
『平家物語』では、重衡生け捕りは庄四郎高家であるとしているが、『源平盛衰記』及び岡山県の『荘家文書』には家長であると記されている。また、『吾妻鏡』では重衡を捕らえたのは「家国」であると書かれているが、他に家国という人物の所見が見られないため、『源平盛衰記』の記述などから家長の誤記と考えられる。研究者の間では、重衡の生け捕りを行なったのは家長であると有力視されているが、これは武功に見合うだけの恩賞を与えられている為である（その他の方も参照）。

### 丹党との確執と和平
『吾妻鏡』によると、建久4年（1193年）2月9日、武蔵国の丹党（南西部に位置する）と児玉党（北西部に位置する）の両武士団の間で確執が生じ、合戦が生じる直前にまで及んでいた。それを聞いて駆けつけた畠山次郎重忠の仲裁によって、18日には和平をして両党は退いたとある。約10日間の緊張状態が続いていた事になり、もしそのまま開戦していたのなら、武蔵国の武士団勢力分布図に大きく影響を及ぼす事になったと考えられる（この時、児玉党を率いていたのは、家長か、あるいはその子息と考えられる）。
後世（15世紀初め）の話となるが、上杉禅秀の乱の際には、丹党と児玉党の両武士団は上杉氏憲（入道して禅秀）に味方し、共に敗れて所領を召し上げられている。応永25年（1418年）、本庄左衛門（入道して西号、本庄元朝か元翁と見られる）が阿久原を押領するも、鎌倉公方足利持氏が元の領主に返還するようにと命じている（阿久原は平安時代後期では児玉党の本拠地であり、本庄氏にとっては先祖発祥地であり、それを奪われた事は耐え難かったものとみられる）。

## 家紋の歴史
治承・寿永の乱（源平合戦）の時、児玉党（武蔵七党中最大の武士団）は軍旗に「唐団扇」を描いたが、これはのちに「軍配団扇紋」となる（『源平盛衰記』に児玉党の軍旗について記述がある）。すなわち、武家家紋としては最古級の歴史を持つものである（文献史料上においては）。この軍配団扇紋の団扇模様は分家（土地）によって異なる。武家家紋は敵味方の識別や家示が目的とされるが、生じた当初は、大きな武士団をまとめ、結束力を高める為に生じたと考えられる（領地を分家に与え、分家は土地名を名乗り、そして家紋もアレンジする）。
伝承上では、児玉党本宗家2代目である弘行が後三年の役に参戦し（別伝承ではその父・党祖惟行となっている）、その軍功により、源頼義から団扇を賜った事から、以後、団扇を家紋に用いる様になったとしているが、弘行が後三年の役に参戦していたという確証がない。後世において、奥州後三年の役絵巻には、本来、弘行が名が書かれていたが、別の武家が書き直したとする主張はあるものの、確かめようがない。

## 一族の構成
兄弟は、弟が4人いて、庄弘高、庄忠家、庄高家、庄弘方。それぞれ、宇治川の戦いや粟津の戦い、一ノ谷の戦い、奥州合戦や承久の乱など、各戦において武功を上げている（伝承によっては、高家は初め義仲方だったともされる）。家長には、頼家（依家）、家綱（改め定綱）、家次、時家、時長の5人の子息がいる（上述の様に、頼家は一ノ谷の戦いで戦死、家次は備中国へ行き土着、時家は本庄氏を名乗り、在地に残る）。

## その他
- 『吾妻鏡』には、寿永3年（1184年）2月7日、明石の浦において、重衡が梶原景時（景季の父）と家国（家長）に生け捕られたと記述がある。人名の誤記や混同が多い資料である事を考えると、景季を景時と誤記した可能性もある。また、別の伝承では、庄三郎忠家が重衡を生け捕ったとあり、重衡を捕えた武士の名は諸説ある。しかし、梶原氏と庄氏の手柄であると言う点に変わりはない。
- 『源平盛衰記』には、庄三郎家長とあり、通称に誤りが見られる（忠家の伝承から来る誤記か）。また、『吾妻鏡』に記載されている家国とは、庄四郎高家の子息の1人である四郎家国（蛭川氏）と考える事もできるが、やはり所領が問題となってくる。
- 明治33年発行の『児玉記考』内の伝承では、本庄太郎家長となっており、また、栗崎地内の宥勝寺寺院伝承においては、有荘太郎家長（有は有道氏の意味）と伝えられているが、いずれも後世における伝承である。
- 『吾妻鏡』によると、樋口二郎兼光は、「武蔵国児玉の輩（ともがら）と親昵（しんぢつ）たるの間」とあり、親しい関係だった事が記されている。党の誰を指すのかは不明だが、次の項には家長が出てくる。
- 建久元年（1190年）11月7日、源頼朝の上洛に際し、先陣随将の13番として庄太郎の名があり（後陣随兵28番目にもなぜか庄太郎の名がある）、建久6年（1195年）3月10日、将軍頼朝公東大寺供養にも、御随兵として庄太郎の名が見える。
- 家長は本庄の地に大山阿夫利神社（後世、阿夫利天に改名）を建てた（詳細は栗崎館を参照）。また、宥勝寺の北には金鑚神社があり、社伝によれば、庄太郎家長が当地に奉斎したとある。この地の金鑚神社は古くから雨乞いの神様として信仰されている。
- 家長の没した場所、及び、墓所は不明である。武蔵国で亡くなったのか、備中国で亡くなったのかも分からず、そうした伝承がない。しかし、13世紀初めに庄氏の菩提寺である宥庄寺（後の宥勝寺）が建立した事から遺骨は武蔵に戻ったと考えられる（建立するまでは児玉氏の菩提寺である西光寺に納められた可能性もあるが）。
- 建久元年の際には、庄太郎の後ろに四方田三郎（庄弘高）の名が見られ、後陣随兵31番には庄四郎（高家）の名が見られる。建久6年の東大寺供養の際にも、やはり庄太郎の後ろには四方田三郎の名が見られる。この事から考えても家長が弘高の兄であり、四方田三郎ではなく、本来は四方田二郎弘高と考えられる。詳しい事は庄弘高の方を参照してもらいたいが、諸々の研究結果から岡山県の『荘家文書』の伝えには誤りが見られる。